# Bożurowo (obwód Razgrad)
Bożurowo (bułg. Божурово) – wieś w Bułgarii, w obwodzie Razgrad, w gminie Kubrat. W 2023 roku liczyła 361 mieszkańców.